# Криби
Кри́би (фр. Kribi) — город на юге Камеруна, морской курорт, центр департамента Осеан. Население 60 тыс. человек (данные 2007 года).

## География
Город расположен на берегу Гвинейского залива Атлантического океана в 270 километрах к юго-западу от Яунде и в 80 километрах к югу от города Дуала в устье реки Киенке. Город имеет аэропорт.

## История
Криби возник как центр торговли немцев с местными жителями, в 1884 году вошёл в состав Германского Камеруна. Постепенно Криби стал экономическим центром южной части Камеруна, основным портом для вывоза слоновой кости и каучука. В 1895 году в городе появилась собственная таможня. В 1899 году на город напали воины племени булу.

## Население
В Криби проживают преимущественно баса, батанга, маби, эвондо и булу.
| Численность населения по годам (тыс. чел.) |      |      |      |
| Дата оценки или переписи                   | 1987 | 2001 | 2007 |
| Численность населения                      | 21,5 | 48,8 | 60,0 |

## Экономика

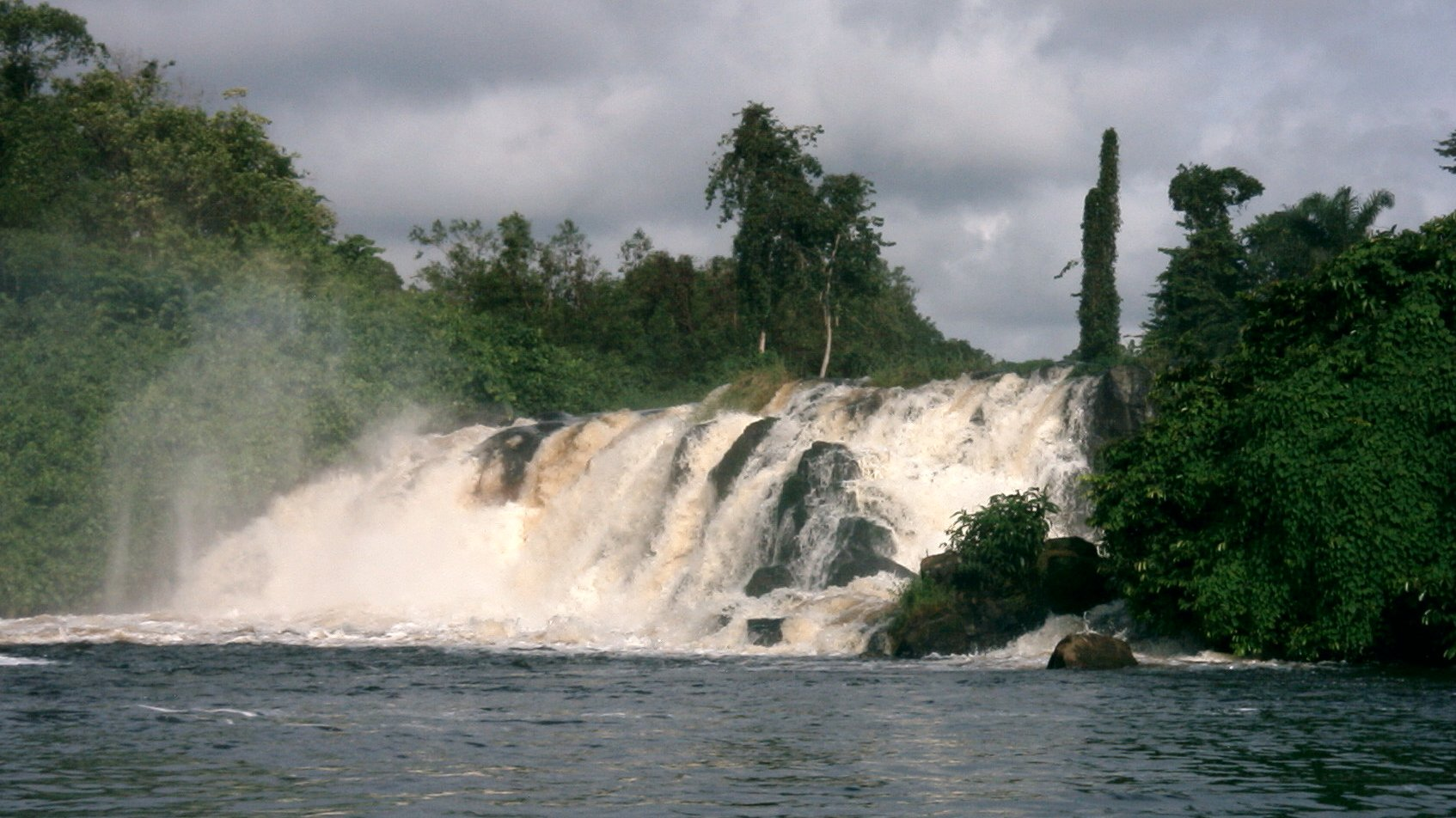
Водопад Лобе

Во второй половине 1990-х годов в Криби создана офшорная зона. В Криби расположен порт, через который экспортируются железная руда, древесина и какао. Рядом с Криби ведётся добыча нефти. В городе начинается нефтепровод «Чад» — «Камерун».
Криби — самый популярный курорт Камеруна, привлекающий иностранных туристов.

## Достопримечательности
- Кафедральный собор, построенный во времена колониализма и прошедший реставрацию в 2002 году.
- Водопад Лобе высотой 12 метров, образованный при впадении реки Лобе в Атлантический океан в 7 километрах к югу от города.
- Пальмовый берег с песком белого цвета, который протянулся на несколько километров.
- Национальный парк Кампо-Маан, расположенный в 20 километрах к югу от Криби. В ноябре—январе на пляже, расположенном на территории парка откладывают яйца морские черепахи. В парке также проживают пигмеи (средний рост около 130 сантиметров).[4]
- По некоторым данным в районе города обнаружены залежи вулканических солей, что в перспективе может превратить Криби в бальнеологический курорт.

## Города-побратимы
- Сен-Назер, Франция